# Комодор Амига 600HD
Commodore Amiga 600HD (Amiga 600HD) је кућни рачунар фирме Комодор (Commodore) који је почео да се производи у Сједињеним Америчким Државама током 1992. године.
Користио је Motorola MC68000 микропроцесорску јединицу а RAM меморија рачунара је имала капацитет од 1 MB Chip RAM, прошириво до 6 MB највише (2 MB chip RAM + 4 MB Fast RAM). 
Као оперативни систем кориштен је Workbench 2.05.

## Детаљни подаци
Детаљнији подаци о рачунару Amiga 600HD су дати у табели испод.
|                       |                                                                 |
| [ 1 ]                 |                                                                 |
| Произвођач            | Комодор                                                         |
| Тип                   | кућни рачунар                                                   |
| Меморија              | 1 Chip RAM, прошириво до 6 највише (2 chip RAM + 4 Fast RAM)    |
| Поријекло             | Сједињене Америчке Државе                                       |
| Година                | 1992                                                            |
| Тастатура             | уграђена тастатура, 78 тастера                                  |
| Процесор              |                                                                 |
| Фреквенција процесора | 7,09379 (PAL)                                                   |
| RAM                   | 1 Chip RAM, прошириво до 6 највише (2 chip RAM + 4 Fast RAM)    |
| ROM                   | Kickstart 2.05: 512 KB                                          |
| Текст                 |                                                                 |
| Графика               | 320x256, 320x512, 640x256, 640x480, 640x512, 1280x200, 1280x256 |
| Боја                  | Palette: 4096                                                   |
| Звук                  | четвероканална 8-битна пулсно-кодна модулација, стерео излаз    |
| Димензије             | 14 дубина x 9,5 ширина x 3 висина инча / 6 фунти                |
| Портови               |                                                                 |
| Оперативни систем     |                                                                 |